# روبوت ليوناردو

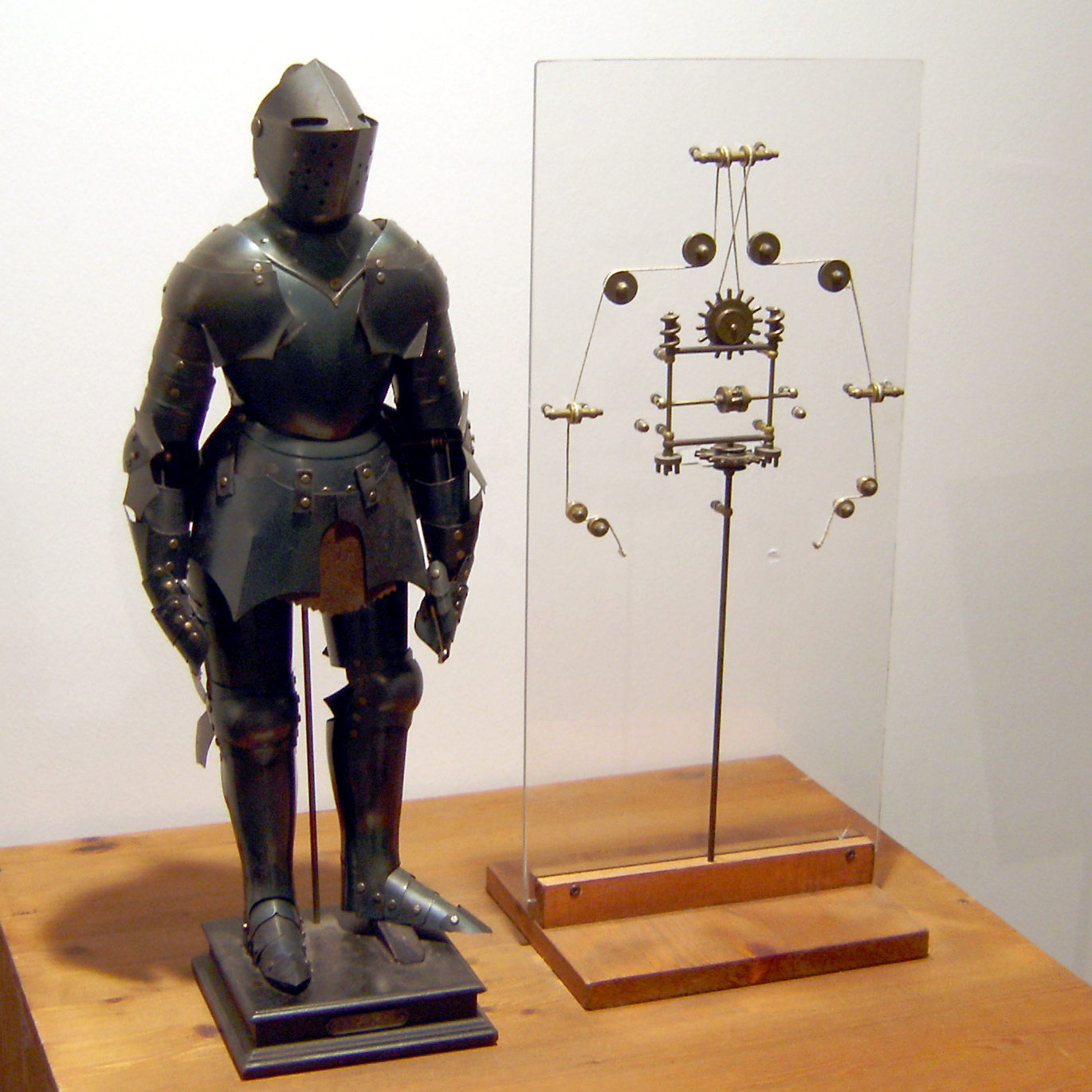
روبوت ليوناردو

روبوت ليوناردو (يعرف أيضًا بـ فارس ليوناردو الآلي) يشير إلى الإنسان الآلي أو الروبوت الذي صممه ليوناردو دا فينشي الرسام والعالم الإيطالي حوالي عام 1495.
ويلاحظ ظهور تصميم الروبوت في كراسات الرسم التي تم اكتشافها في الخمسينيات من القرن العشرين. ومن غير المعروف ما إذا كانت أو لم تكن هناك محاولة لبناء الجهاز أثناء حياة ليوناردو. منذ اكتشاف كراسة الرسم تم بناء الروبوت بأمانة اعتماداً على تصميم ليوناردو وهذا يثبت أن التصميم يعمل بكامل طاقته، كما كان ليوناردو قد خطط.

## شكل الروبوت
الروبوت هو عبارة عن محارب، يرتدي الدروع الألمانية الإيطالية في العصور الوسطى، وهذا هو على ما يبدو قادر على إجراء العديد من الأعمال التي تشبه الإنسان. وتشمل هذه الأعمال الجلوس وتحريك سلاحه وتحريك رقبته وفكه أيضاً.

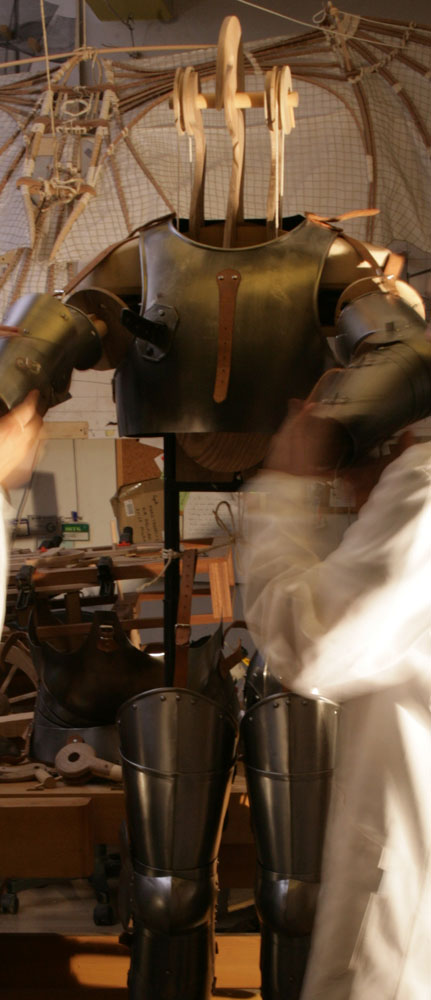
بناء روبوت ليوناردو في مختبرات ماريو تادي